# Lijst van voetbalinterlands Angola - Congo-Kinshasa (vrouwen)
Deze lijst van voetbalinterlands is een overzicht van alle officiële voetbalinterlands tussen de nationale vrouwenteams van Angola en Congo-Kinshasa. De landen hebben tot nu toe twee keer tegen elkaar gespeeld. 

## Wedstrijden
| № | Plaats   | Datum             | Competitie                   | Wedstrijd               | Uitslag            |
| - | -------- | ----------------- | ---------------------------- | ----------------------- | ------------------ |
| 1 | Luanda   | 22 september 2002 | Afrika Cup 2002 kwalificatie | Angola − Congo-Kinshasa | 1 − 0              |
| 2 | Kinshasa | 11 oktober 2002   | Afrika Cup 2002 kwalificatie | Congo-Kinshasa − Angola | 1 - 0 (n.p. 4 - 5) |

## Samenvatting
| Competitie              | Totaal gespeeld | Winst Angola | Gelijk | Winst Congo-Kinshasa | Doelsaldo Angola – Congo-Kinshasa |
| ----------------------- | --------------- | ------------ | ------ | -------------------- | --------------------------------- |
| Afrika Cup kwalificatie | 2               | 1            | 0      | 1                    | 1 − 1                             |
| Totaal                  | 2               | 1            | 0      | 1                    | 1 − 1                             |